# Giasone di Cirene
Giasone di Cirene (in greco antico: Ἰάσων ὁ Κυρηναῖος?, Iàson ò Kurenaios, in latino Jason; in ebraico: יאסון מקירנה; Cirene, ... – ...; fl. II secolo a.C.) è stato un storiografo ebreo antico di lingua greca, le cui opere non ci sono pervenute.

## Biografia
Non sappiamo quasi nulla sulla vita di Giasone di Cirene. Il suo nome ricorre in apertura e nella subscriptio del Secondo libro dei Maccabei laddove si dichiara che lo stesso Secondo libro dei Maccabei è un'epitome di un'opera molto più ampia, in cinque libri, di Giasone di Cirene; l'opera di Giasone era dedicata verosimilmente alle gesta di Giuda Maccabeo (164-161 a.C.). Si desume, pertanto, che Giasone di Cirene fu ebreo antico «ellenizzato, com’è chiaro già dal nome oltre che dalla provenienza da una antica colonia greca qual è appunto Cirene».